# جمشید افشار
جمشید افشار (زاده ۱۳۳۱ در تهران) سرهنگ خلبان جنگنده گرومن اف-۱۴ تامکت نیروی هوایی ارتش جمهوری اسلامی ایران است.
در طول جنگ ایران و عراق او با ۵ یا ۶ پیروزی هوایی تأیید شده توسط مورخ فرانسوی پیر رازو، به عنوان یک خلبان تک‌خال شناخته می‌شود.

## پیشینه
افشار جزء دومین گروه خلبانان ایرانی بود که در خرداد ۱۳۵۳ برای آموزش به آمریکا اعزام شدند. وی در زمان اعزام به  ایستگاه هوایی دریایی اقیانوسیه پایگاه هوایی نیروی دریایی اوشینا، درجه سروانی داشت. او به همراه سرگرد ح. شوقی در طراحی عملیات سلطان ۱۰ نقش اساسی ایفا کرد.
تام کوپر و فرزاد بیشاپ شش مورد زیر را به عنوان پیروزی‌های تأیید شده افشار تأیید کرده‌اند:
۱–۱۳ اکتبر ۱۹۸۰: میگ-۲۳
۲–۲۱ نوامبر ۱۹۸۰: میگ-۲۱
۳–۲۷ نوامبر ۱۹۸۰: میگ-۲۱
۴–۷ اکتبر ۱۹۸۶: داسو میراژ اف۱
۵- فوریه ۱۹۸۷: سوخو-۱۷
۶–۱۵ مه ۱۹۸۸: داسو میراژ اف۱